# Ilê Pérola Negra (O Canto do Negro)
"Ilê Pérola Negra (O Canto do Negro)" é uma canção gravada pela artista musical brasileira Daniela Mercury. A canção foi lançada originalmente em 2000 como a primeira música de trabalho do seu quinto álbum de estúdio, Sol da Liberdade (2000).

## Informação
A canção é, na verdade, a junção de duas composições distintas: "O Canto do Negro" de Miltão e "Pérola Negra" de Guiguio e Rene Veneno. A letra de "Ilê Pérola Negra (O Canto do Negro)" basicamente elogia a riqueza da cultura afro-brasileira, principalmente a oriunda da Bahia, o que é percebido na clara referência feita ao bloco-afro Ilê Aiyê.

## Repercussão
A canção foi lançada como a primeira música de divulgação do álbum no Brasil. Logo se tornou uma das canções mais executadas nas rádios de todo o país, atingindo o primeiro lugar na parada oficial.

## Videoclipe
O videoclipe da canção faz uso do contraste das cores preto e branco. Daniela Mercury aparece no vídeo trajando um vestido branco coberto de véus das cores branca e preta numa duna em frente ao mar. De forma intercalada, aparecem imagens de pessoas dançando e tocando tambores na praia ao lado de Mercury. Também há cenas de pessoas jogando capoeira na mesma praia e de pessoas trajando vestimentas representativas dos Orixás do Candomble, religião forte, com muitos adeptos na Bahia e todo o mundo. 
Em 2000, o videoclipe ganhou o prêmio VMB da MTV Brasil de melhor videoclipe de axé.

## Regravações
"Ilê Pérola Negra (O Canto do Negro)" é uma das canções favoritas de Mercury, que a interpreta frequentemente em suas turnês. A cantora já regravou a canção no álbum MTV Ao Vivo - Eletrodoméstico de 2002 e em todos seus DVDs posteriores, com exceção de Clássica  de 2005.

## Formatos e faixas
- CD single brasileiro[2]

1. "Ilê Pérola Negra (O Canto do Negro)"  - 5:54
2. "Ilê Pérola Negra (O Canto do Negro)" (Versão Edit) - 4:33

- CD single europeu[3]

1. "Ilê Pérola Negra (O Canto do Negro)" (Edit Version) - 4:33
2. "Ilê Perla Negra" (Spanish Version) - 4:02
3. "Ilê Pérola Negra (O Canto do Negro)" (Pablo Flores Club Radio Edit) - 4:28
4. "Ilê Pérola Negra (O Canto do Negro)" (Pablo Flores Club Mix) - 10:37

## Prêmios e indicações
| Ano  | Prêmio                 | Categoria            | Resultado |
| ---- | ---------------------- | -------------------- | --------- |
| 2000 | MTV Video Music Brasil | Escolha da Audiência | Indicado  |
| 2000 | MTV Video Music Brasil | Videoclipe de Axé    | Venceu    |